# Densidade de corrente elétrica
Densidade de corrente elétrica é o vector de magnitude igual à quantidade de carga elétrica por unidade de área, em que a corrente elétrica é constante que passa em determinada área superficial, e de orientação dada pelo vetor normal a mesma área superficial. Sendo assim definida por:
{\displaystyle {\overrightarrow {J}}={\frac {q}{\Delta t\times A}}}
na qual J é o vetor da densidade de corrente elétrica e q é a quantidade de cargas da corrente elétrica que, em um intervalo de tempo Δt, atravessam uma secção transversal com área A.
Pode-se definir uma corrente elétrica i constante como a razão da quantidade carga q por um intervalo de tempo Δt. Assim, a corrente elétrica i é a integral da densidade de corrente elétrica em um elemento de área dA:
{\displaystyle i=\int {J\cdot dA}}
Para uma densidade de corrente constante:
{\displaystyle i=J\int {dA}}
Integrando-se:
{\displaystyle i=J\;A}
{\displaystyle J={\frac {i}{A}}}
A unidade no Sistema Internacional (SI) de densidade de corrente elétrica é ampere (A) por metro quadrado (m²), ou A/m².
Se as cargas forem positivas, a densidade de corrente elétrica terá a mesma orientação da velocidade das cargas, e, caso as cargas forem negativas, a densidade de corrente elétrica terá orientação contrária a da velocidade das cargas.

## Relação entre área do fio e densidade de corrente
A corrente (que está dirigida para direita) esta transitando de uma área maior (mais espessa) para uma área menor (menos espessa). Como deve haver a conservação de carga nessa transição, a quantidade de corrente e carga deve ser constante. Considerando a fórmula resultante, pode-se dizer que a área da secção do fio é inversamente proporcional a densidade de corrente elétrica.
Portanto se há uma variação de área, há uma variação da densidade de corrente elétrica, pois, de acordo com a imagem acima, o espaçamento entre as linhas de corrente diminui resultando em uma área menor, acarretando em um aumento da densidade de corrente elétrica.
Com isso, pode-se fazer uma generalização em que a área de secção do fio (Bitola) e inversamente proporcional a densidade de corrente elétrica.
{\displaystyle J={\frac {i}{S}}}
I = corrente; S = bitola

## Aplicações

### Eletrocirurgia
Eletrocirurgia (diatermia) é o método cirúrgico que ocorre através do uso de eletricidade por um bisturi elétrico, que permite coagulação dos vasos sanguíneos. Na eletrocirurgia, a corrente é gerada por um gerador e atinge diretamente o tecido alvo do paciente através de um eletrodo ativo, e sai do corpo do paciente por um eletrodo neutro que é colocado junto ao corpo do paciente.
Quando a corrente elétrica encontra a resistência do tecido biológico, ela se transforma em calor. Com esse calor produzido, o efeito pode ser usado com cortes ou coagulação de vasos sanguíneos. A energia térmica produzida se concentra na ponta do bisturi e, ao entrar em contato com o corpo do paciente, se dissipa até a placa de eletrodo neutra, que está ligada diretamente ao fio-terra. Se este aquecimento for de forma lento e fraco, o calor produzido dentro da célula provocara evaporação de agua e a diminuição do volume celular, constituindo o efeito terapêutico da coagulação.
Por sua vez, quando o aquecimento acontece de forma rápida e forte, ocorrerá a explosão da membrana celular, com evaporação do conteúdo intracelular, constituindo desta forma o efeito terapêutico de corte.
Ao contrário do que se possa pensar, existe sangramento, mas uma das vantagens de se utilizar um Bisturi Elétrico é a sua capacidade de realizar cortes precisos com a limitada perda de sangue.